# Saint-Maurice-d'Ardèche

Saint-Maurice-d'Ardèche este o comună în departamentul Ardèche din sud-estul Franței. În 1 ianuarie 2022 avea o populație de 373 de locuitori.